# Велешко клане
Велешкото клане (на македонска литературна норма: Масакрот во Велес) е масов разстрел на 53 затворници от страна на службите за сигурност на Югославия (ОЗНА).
Разстрелът се провежда на 15 януари 1945 година, когато служители на ОЗНА застрелват 53 затворника във велешкия затвор. За повечето от затворниците е имало съмнение, че са противници на комунистическата съпротива.
В своята книга „Моят татко – Методи Андонов - Ченто“, синът му Илия Андонов казва, че първият председател на Президиума на АСНОМ разбира случайно за този случай, и че такива действия започват още в края на 1944 година в Скопие, когато там е Едвард Кардел, като гост на Второто заседание на АСНОМ. Коста Църнушанов смята, че затворниците са убити, защото са се смятали за българи. Според него сред тях е имало дейци на ММТРО и ВМРО. Църнушанов смята, че отговорни за разстрела са Ратко Петровски, тогава помощник-началник на ОЗНА, Боро Коробар и Киро Попадиче.
Част от избитите според Църнушанов са:
- Благой Попгьорчев – деец на ММТРО;
- Благой Георгиев – 36-годишен, служител;
- Димко Крепиев – деец на ВМОРО;
- Лазар Крепиев – 64-годишен, братовчед на Димко;[4]
- Пере Торопан – 50-годишен, шивач;
- Раде Торопан – син на Пере;
- Димко Нацев, 52-годишен, манифактурист
- Петре Дърндаров, 52-годишен;
- Димe Сребров, 55-годишен;
- Панче Караколев;
- Асен Варналиев, часовникар, млад мъж, от родолюбивото семейство Варналиеви, дало герои в освободителната борба;
- Коце Църното – шивач;
- Димко Цифкалама;
- Тоде Порецов, касапин;
- Пано Николов – деец на ВМРО, войвода на контрачета;
- Лазо Илиев Сълпянецот, бакалин и брашнар;
- Георги Ставрев Валавичарот.[3]